# Saccharophagus degradans
Saccharophagus degradans (precedentemente Microbulbifer degradans) è un batterio marino gram-negativo noto per degradare una serie di polisaccaridi complessi come fonte di energia. S. degradans ha anche dimostrato di fermentare lo xilosio in etanolo. In studi recenti, il Saccharophagus degradans della baia di Chesapeake è stato efficacemente utilizzato per produrre etanolo cellulosico. La produzione di etanolo cellulosico per mezzo dell'azione batterica potrebbe essere la chiave della produzione economica di etanolo cellulosico per la produzione globale del mercato di massa di bioetanolo. Attualmente viene prodotto con mezzi come la gassificazione. S. degradans è l'unica specie nel suo genere appena creato.